# Sofister

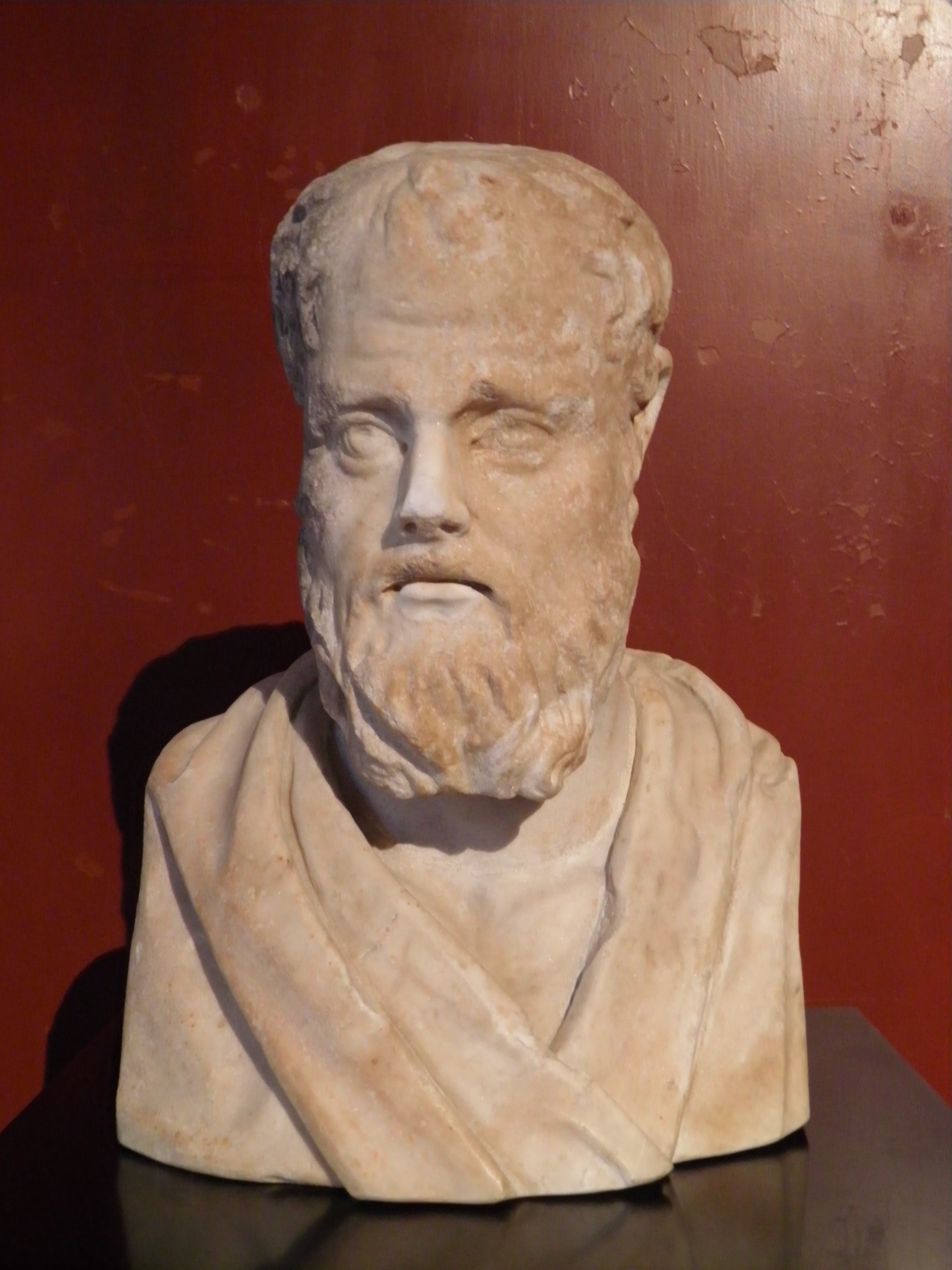
Byst föreställande Isokrates.

En sofist (grekiska σοφιστής, sofistés) var i antikens Grekland en vis och mångkunnig man som ofta försörjde sig genom att undervisa mot betalning, men framför allt en anhängare av en viss filosofisk skola som uppträdde i Grekland under andra hälften av 400-talet och första hälften av 300-talet före Kristus.
De tidiga sofisterna hade ännu inte dragit konsekvenserna av skolans läror fullt ut på det etiska området. De mest inflytelserika bland dessa äldre sofister var Protagoras, Gorgias och Isokrates. Bland de senare hörde Prodikos från Keos, Hippias från Elis, Kritias och Diagoras till de mest inflytelserika.
I dagligt tal betyder numera sofist en person som använder spetsfundigt resonemang, det vill säga en framställning, som vilseleder genom spetsfundiga distinktioner och bedrägliga ordvrängningar.

## Sofisterna och deras omvärld
Tidigare grekiska filosofer hade spridit sina läror i en sluten krets, utan ersättning. Till skillnad från dessa uppträdde sofisterna offentligt som lärare för ungdomen i retorik och statsvetenskap och fick lön för detta. Deras läror hade klart skeptiska drag, beroende på de slutsatser de dragit ur den föregående filosofins mer eller mindre tydliga materialism, särskilt i den form den fått av Herakleitos och eleaterna.

## Kunskaps- och världssyn
Människan, sade sofisterna, kan ingenting veta. Allt växlar och förändras. Alla våra förnimmelser, särskilt sinnesintrycken, är därför sanna endast i det ögonblick vi upplever dem och för den som upplever dem. Människan är måttet för allt, för det varande att det är, för det inte varande att det inte är. Men vi känner inte till någon annan verklighet än våra skiftande sinnesintryck (Protagoras). Inte heller ger det någonting, för som eleaterna visat, att mångfald och rörelse är otänkbara, så utfaller dessutom deras rena enhet i själva verket till det rena intet. Skulle det finnas något ytterligare, så kunde vi inte ha kunskap om det, för vem garanterar att de intryck tingen gör på våra sinnen överensstämmer med själva tingen, som är utanför oss? 
Om något ändå verkligen skulle finnas, sade sofisterna, så kunde det inte sägas, för orden kan mycket väl ha olika betydelse för olika människor (Gorgias).

## Sofisternas etik och statslära
Sofisterna utgav sig själva för att vara lärare i dygd och vältalighet. Deras etik överensstämde med andan i deras kunskapslära. På samma sätt som sanningen är otillgänglig för oss människor så finns det inte heller något som är rätt i sig självt. Allt är rätt för var och en som han tycker är rätt. Allt som tjänar mina syften är tillåtet. Samhället och dess lagar uppkom när de starkare började förtrycka de svagare. De svaga gick då samman och blev på detta sätt starkare än de starka och ålade de starka att följa vissa regler samtidigt som de hotade dem med straff om de bröt mot dessa.
Lagarna finns till nytta för de styrande, inte de styrda, menade sofisterna. Eftersom människor inte kan upptäcka och bestraffa alla lagöverträdelser, så kom en klok man en gång på att man skulle inbilla folket att det finns mäktiga, allvetande väsen, gudar, som känner till och en dag ska bestraffa även de lagbrott som människorna inte känner till. På det sättet har människors föreställningar om rätt och orätt och religiösa föreställningar uppkommit. Den handlar klokt som sätter sig över olika hänsyn, som handlar som han själv vill, vare sig det gäller rån eller plundring av tempel, bara det sker i hemlighet, så att han klarar sig undan straff.

## Retoriken
Om vältaligheten kan man säga att den är konsten att inbilla makthavarna (i ett demokratiskt samhälle folket) att det talaren vill och finner bäst för sig själv i själva verket är det bästa för dem (de styrande). För att uppnå detta ska man använda spetsfundigheter och skenbart riktiga slutledningar, och man ska lära sig att genom sådana försvara vilken sak som helst. Den skickligaste talaren är den som kan försvara den sämsta saken.
Det var i denna konst som sofisterna i första hand undervisade sina lärjungar, och därigenom undergrävde de den offentliga moralen. Deras uppträdande och läror berodde dels på den tidigare filosofins realism, som de tillämpade på de kunskapsteoretiska och moraliska frågorna, dels på de andliga åsikterna i bildade kretsar vid denna tid. Den gamla vördnaden för auktoritet, för statens lagar och gudars vilja hade under inflytande av dels folkets högre utveckling, dels det peloponnesiska krigets inverkan, börjat vackla och lämna plats för subjektets obetingade anspråk på giltighet, utan att detta subjekt ännu inom sig självt funnit normen för sanning och rätt. Denna etiska ståndpunkt kallas värdesubjektivism eller relativism.

## Sofisterna för eftervärlden
Deras verksamhet är främst känd genom Platons starkt vinklade negativa syn på dem. Platon klandrade dem för att de tjänade demokratin genom att ge undervisning i retorik till dem som ville göra karriär och för att de saknade värderingar. 
Sofisternas betydelse för den grekiska filosofin, och därigenom för västerlandets filosofi i allmänhet och bildningens historia, var negativ genom att de bidrog starkt till att undergräva det som var föråldrat inom båda områdena, positiv genom att de inom båda banade väg för den högre riktning som Sokrates inledde.
Filosofen Hans Larsson (1913) menade att Platons kamp mot sofisternas värdesubjektivism då fortfarande var aktuell.